# Fugleværnsfonden
Fugleværnsfonden er en almennyttig, erhvervsdrivende naturfond etableret af Dansk Ornitologisk Forening (DOF) i 1966. Siden 2006 har Fugleværnsfonden virket som selvstændig fond. Midlerne til opkøb og pleje kommer fra testamentariske gaver, tilskud fra fonde og legater samt fra private bidrag, indsamlet især blandt DOF’s medlemmer.
I 2021 ejer og administrerer fonden 23 naturreservater spredt over hele Danmark. Naturreservaterne rummer de mest fuglerige og truede naturtyper: ubeboede småøer, lavvandede kyster, enge, moser, rørskove, krat, strandenge og urørt skov – alle områder af national eller international betydning.
De fleste af naturreservaterne er åbne for besøgende, og der er mange steder etableret gangbroer, stier, fugletårne og skjul, således at publikum har gode muligheder for at opleve områderne. Til flere af reservaterne er knyttet lokale, frivillige arbejdsgrupper, der står for det daglige tilsyn og desuden udfører målrettet praktisk naturpleje, opsætter redekasser, tæller fuglene, arrangerer guidede ture i områderne m.m.
Fugleværnsfondens formål kan sammenfattes således:
-       At værne om den danske fuglefauna ved at medvirke til at bevare eller skabe vigtige fuglelokaliteter, navnlig for truede og sårbare arter.
-       At gennemføre naturformidling fra Fondens reservater.
-       At støtte projekter, der bidrager til at bevare danske yngle- og trækfugle samt deres levesteder under disse fugles ophold i Danmark.

## Fugleværnsfondens reservater
- 1 Nivå Bugt Strandenge
- 2 Vaserne
- 3 Gundsømagle Sø
- 4 Ravnstrup Sø
- 5 Ægholm
- 6 Nyord Enge
- 7 Barup Sø
- 8 Saksfjed-Hyllekrog
- 9 Nakskov Indrefjord
- 10 Gulstav Mose
- 11 Tryggelev Nor
- 12 Roholm
- 13 Bøjden Nor
- 14 Søgård Mose
- 15 Bremsbøl Sø
- 16 Stormengene
- 17 Sølsted Mose
- 18 Stubbe Sø
- 19 Bøvling Klit
- 20 Agerø
- 21 Råbjerg Mose
- 22 Svartingedalen [4] [5]
- 23 Rusland